# Wilfred Lemmens

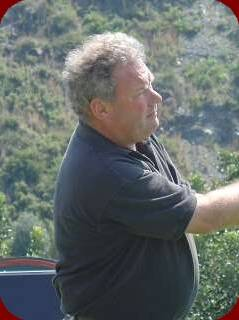
Wilfred Lemmens

Wilfred Lemmens (1957) is een Nederlands golfprofessional. Hij woont in Hamm, Duitsland. In de jaren 80 zat hij in het Nederlandse PGA-team dat ieder jaar de Interland Holland-België speelde.
In 1981 won hij het Hennessy Nationale Open kampioenschap in Roosendael. In 1984 won hij in Eindhoven het Nationaal Professional Kampioenschap. Naast de wedstrijden gaf hij tevens les op een golfclub in Dortmund: hij gaf aan dat het professionele golf hem onvoldoende inkomsten opleverde.
Het baanrecord van de oude 9-holesbaan van de Sallandsche GC stond voor de professionals op naam van Ruud Bos, totdat Wilfred Lemmens het op 24 juni 1989 met één slag verlaagde tot 65.
In 2004 verloor Lemmens in de Twente Cup de play-off tegen Dajs Bos (1970-2006). Beiden stonden na 36 holes op −6. In 2007 deed hij voor de eerste keer mee aan de Senior Cup op Golfclub de Dommel en eindigde op de derde plaats, achter Jan Dorrestein en Alex Loesberg.
Wilfred Lemmens was secretaris van de PGA Holland.